# Ю Ес Ей Тъдей
„Ю Ес Ей Тъдей“, среща се и като Ю ЕС Ей Тудей, (на английски: USA Today, произнася се „Ю Ес Ей Тъдей“, в превод „САЩ днес“) е национален американски всекидневник, издаващ се от Gannett Company. Основан е от Ал Нюхарт през 1982 г.
Вестникът се конкурира с The Wall Street Journal за най-голям тираж на вестник в Съединените щати. По будките вестникът се продава за един долар, а може да бъде намерен безплатно по хотели и летища, които го разпространяват за клиентите си.